# Son of a Trickster
Son of a Trickster (filho de um trapaceiro) é um romance de formação em inglês de 2017 da autora indígena canadense Eden Robinson. O primeiro romance da trilogia The Trickster e segue Jared, de 16 anos, que enfrenta as complicações de uma família necessitada, pressão social, drogas, álcool e pobreza. O romance entrelaça o mito indígena da narrativa oral de Haisla/Heitsuk, enquanto Jared descobre o trapaceiro de Haisla, Wee'jit. A história se passa em Kitimat, na Columbia Britânica.
Robinson levou oito anos para escrevê-lo, e é seguido pelo romance de 2018, Trickster Drift.  O terceiro e último romance, intitulado Return of the Trickster, foi publicado em 2021.

## Recepção e premiação
O romance foi selecionado para a edição de 2020 da Canada Reads, na qual foi defendido pela atriz Kaniehtiio Horn.

## Adaptação na televisão
A cineasta Michelle Latimer e a Streel Films garantiram os direitos de adaptação do livro para uma série de TV. A série estreou na CBC Television como Trickster em 2020.

## Prêmios e indicações
- Lista final do Prêmio Giller em 2017
- 2018 BC Book Prizes - lista de finalistas do Ethel Wilson Fiction Prize
- Lista de finalistas do Prêmio Evergreen da Associação de Bibliotecas de Ontário em 2018
- Lista de finalistas do Prêmio Sunburst em 2018